# Convolvulus erubescens
Convolvulus erubescens là một loài thực vật có hoa trong họ Bìm bìm. Loài này được Sims mô tả khoa học đầu tiên năm 1807.